# Saussemesnil
Saussemesnil és un municipi francès situat al departament de la Manche i a la regió de Normandia. L'any 2007 tenia 917 habitants.

## Demografia

### Població
El 2007 la població de fet de Saussemesnil era de 917 persones. Hi havia 364 famílies de les quals 92 eren unipersonals (52 homes vivint sols i 40 dones vivint soles), 132 parelles sense fills, 136 parelles amb fills i 4 famílies monoparentals amb fills.
La població ha evolucionat segons el següent gràfic:
Habitants censats

### Habitatges
El 2007 hi havia 420 habitatges, 365 eren l'habitatge principal de la família, 21 eren segones residències i 34 estaven desocupats. 410 eren cases i 4 eren apartaments. Dels 365 habitatges principals, 322 estaven ocupats pels seus propietaris, 38 estaven llogats i ocupats pels llogaters i 5 estaven cedits a títol gratuït; 3 tenien una cambra, 21 en tenien dues, 53 en tenien tres, 91 en tenien quatre i 197 en tenien cinc o més. 304 habitatges disposaven pel capbaix d'una plaça de pàrquing. A 142 habitatges hi havia un automòbil i a 189 n'hi havia dos o més.

### Piràmide de població
La piràmide de població per edats i sexe el 2009 era:
| Homes | Edats   | Dones |
| ----- | ------- | ----- |
| 0     | 95 o +  | 0     |
| 4     | 90 a 94 | 12    |
| 4     | 85 a 89 | 4     |
| 4     | 80 a 84 | 20    |
| 16    | 75 a 79 | 12    |
| 28    | 70 a 74 | 16    |
| 36    | 65 a 69 | 28    |
| 20    | 60 a 64 | 16    |
| 12    | 55 a 59 | 20    |
| 32    | 50 a 54 | 12    |
| 20    | 45 a 49 | 36    |
| 20    | 40 a 44 | 16    |
| 52    | 35 a 39 | 32    |
| 32    | 30 a 34 | 48    |
| 32    | 25 a 29 | 40    |
| 24    | 20 a 24 | 16    |
| 36    | 15 a 19 | 24    |
| 12    | 10 a 14 | 32    |
| 40    | 5 a 9   | 48    |
| 24    | 0 a 4   | 36    |

## Economia
El 2007 la població en edat de treballar era de 576 persones, 427 eren actives i 149 eren inactives. De les 427 persones actives 399 estaven ocupades (215 homes i 184 dones) i 28 estaven aturades (13 homes i 15 dones). De les 149 persones inactives 56 estaven jubilades, 48 estaven estudiant i 45 estaven classificades com a «altres inactius».

### Ingressos
El 2009 a Saussemesnil hi havia 373 unitats fiscals que integraven 954 persones, la mediana anual d'ingressos fiscals per persona era de 16.163 €.

### Activitats econòmiques
Dels 23 establiments que hi havia el 2007, 1 era d'una empresa alimentària, 1 d'una empresa de fabricació d'altres productes industrials, 10 d'empreses de construcció, 3 d'empreses de comerç i reparació d'automòbils, 1 d'una empresa d'hostatgeria i restauració, 1 d'una empresa immobiliària, 4 d'empreses de serveis i 2 d'empreses classificades com a «altres activitats de serveis».
Dels 13 establiments de servei als particulars que hi havia el 2009, 1 era una funerària, 1 paleta, 2 guixaires pintors, 3 fusteries, 2 lampisteries, 1 electricista, 2 perruqueries i 1 restaurant.
Dels 3 establiments comercials que hi havia el 2009, 1 era una botiga de més de 120 m², 1 una botiga de menys de 120 m² i 1 una joieria.
L'any 2000 a Saussemesnil hi havia 64 explotacions agrícoles que ocupaven un total de 1.120 hectàrees.

## Equipaments sanitaris i escolars
El 2009 hi havia una escola elemental.

## Poblacions més properes
El següent diagrama mostra les poblacions més properes.